# 白塔公园 (辽阳市)
白塔公园是位于中华人民共和国辽宁省辽阳市白塔区的一座公园。

## 历史
白塔公园最初是广佑寺所在地，1900年该寺被毁，1908年，辽阳满铁附属地将该寺附近开辟为白塔公园，公园延续至今。

## 景观
- 辽阳白塔，辽阳白塔一般认为建于辽金时期。是一座密檐式砖塔，因其周身被涂白而被称为白塔。是全国重点文物保护单位。[2]

- 广佑寺，广佑寺始建于东汉，是佛教传入中国最早出现的寺院之一.清朝末年大部被毁，现存有遗址。[3]2004年该寺在原址重新修建开放，新建后的广佑寺为辽代建筑风格。[1]

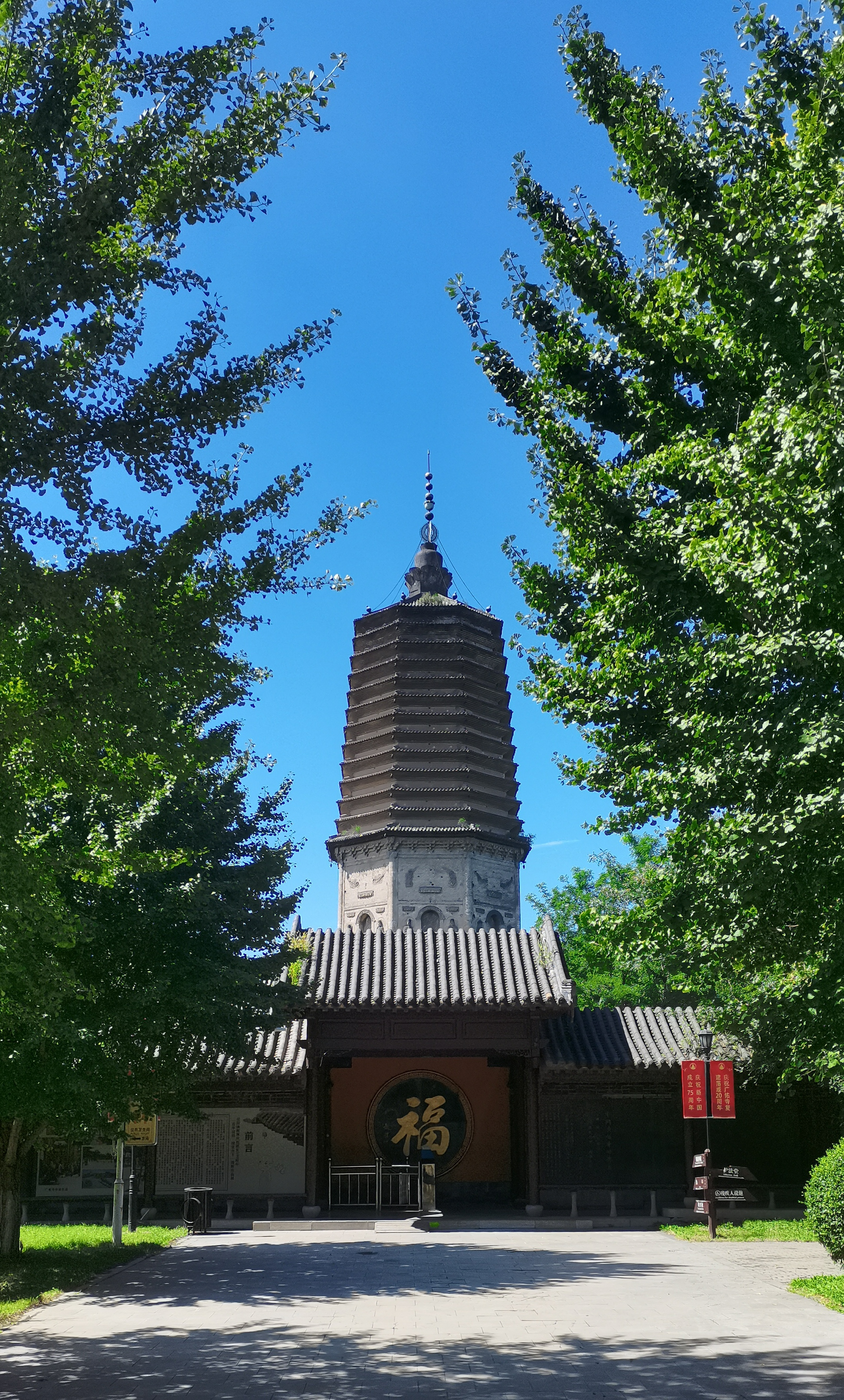
满铁辽阳图书馆，建于1928年，是辽阳市文物保护单位。1931年9月17日夜，关东军司令本庄繁与主任参谋石原莞尔和高级参谋坂垣征四郎等人在辽塔旅馆中召开了九一八事变前密谋会议。建筑后被拆除。2016年，旅馆附近的原南满洲铁道图书馆被辽阳市政府改建为九一八事变密谋地警示馆，陈列与展出相关物品和图片，向公众开放。
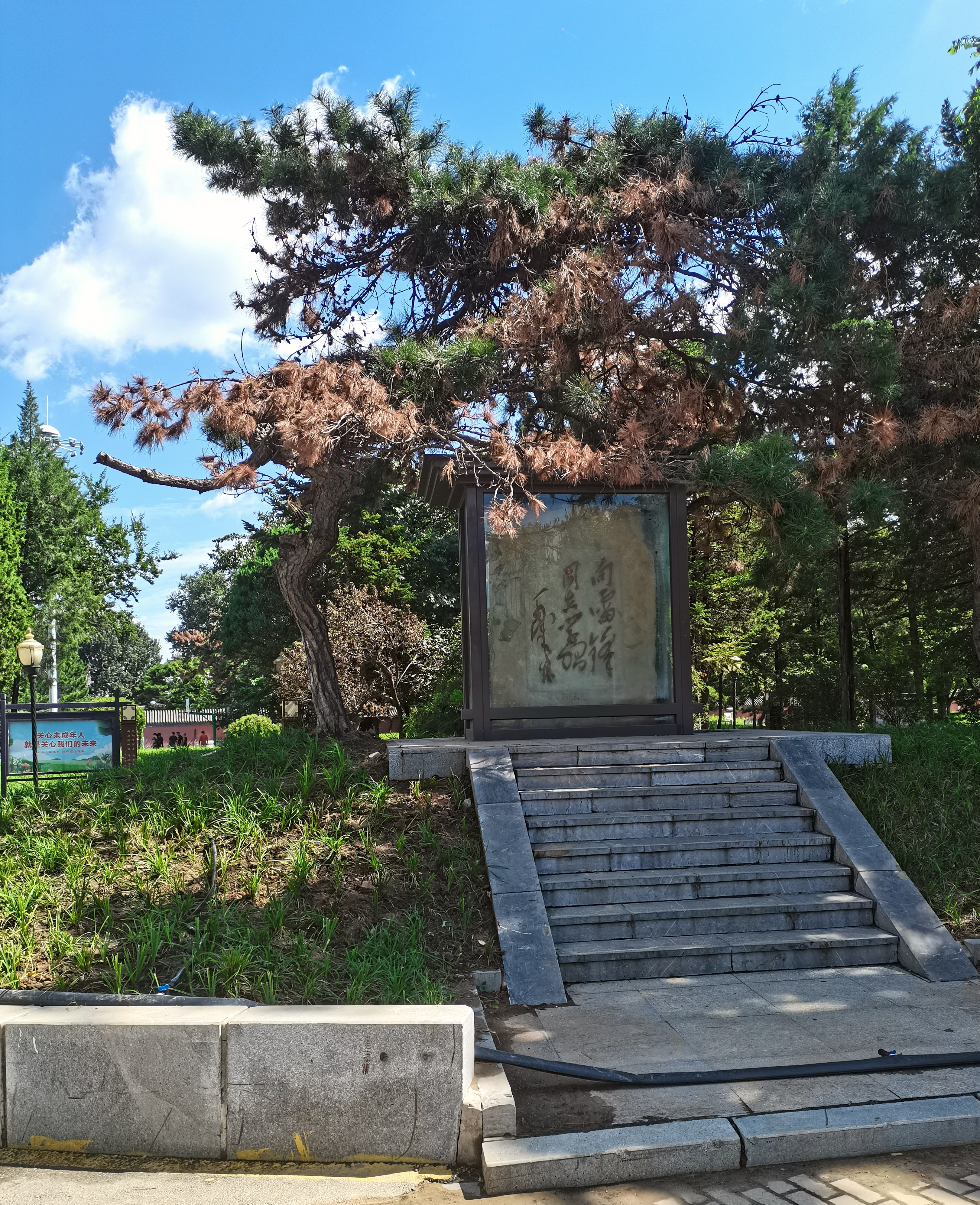
“向雷锋同志学习”题词纪念碑
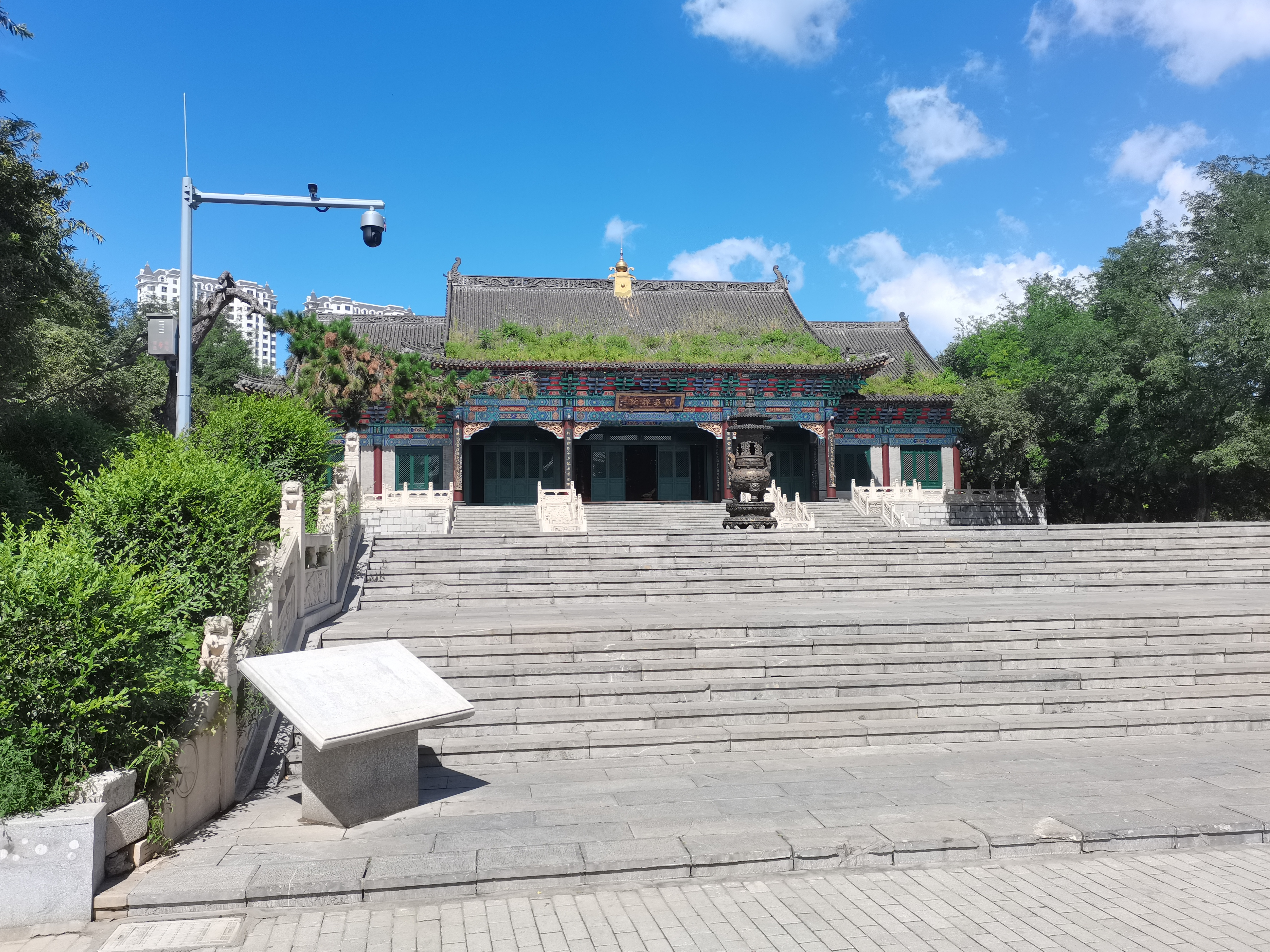
圆通禅寺
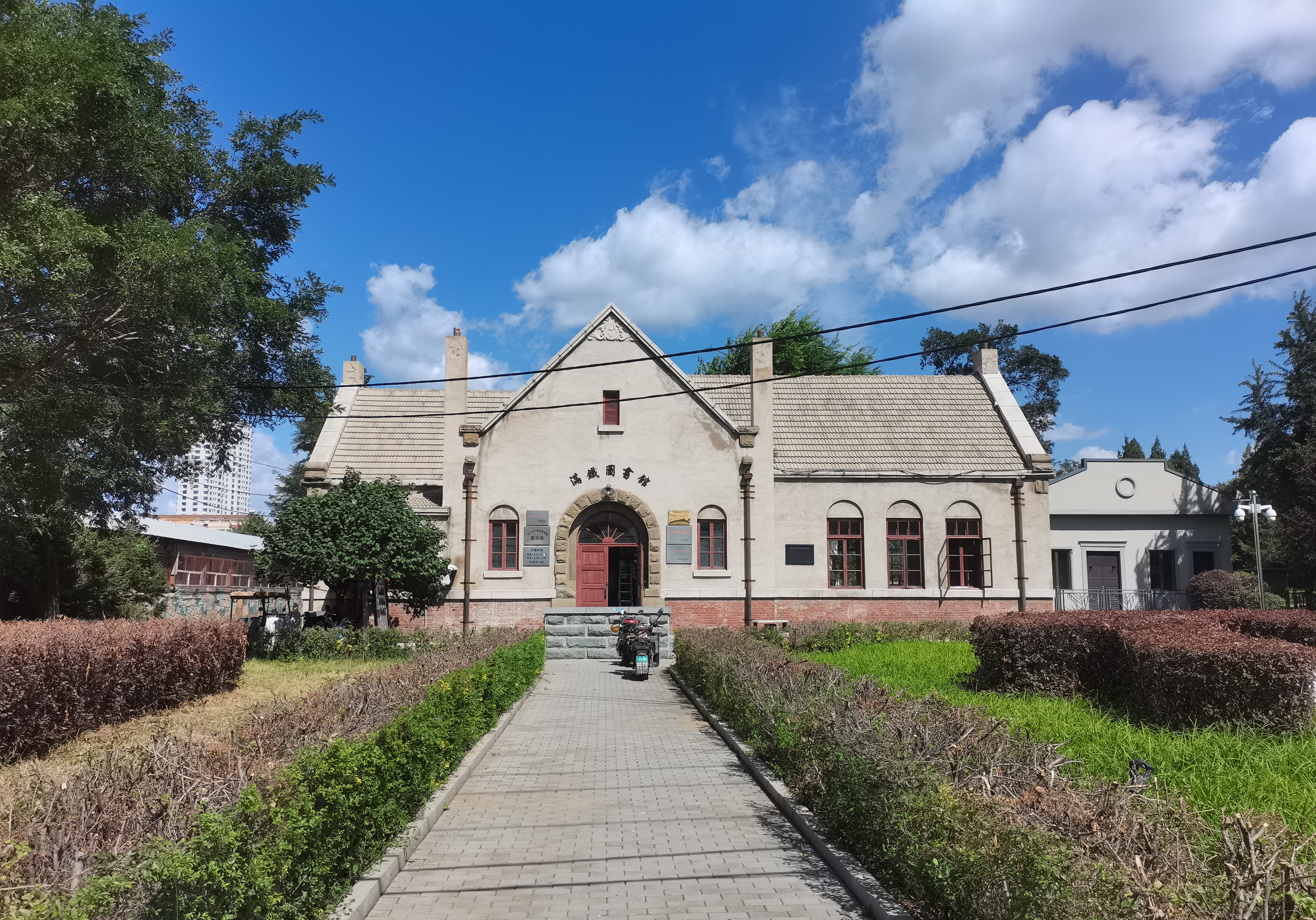
满铁辽阳图书馆
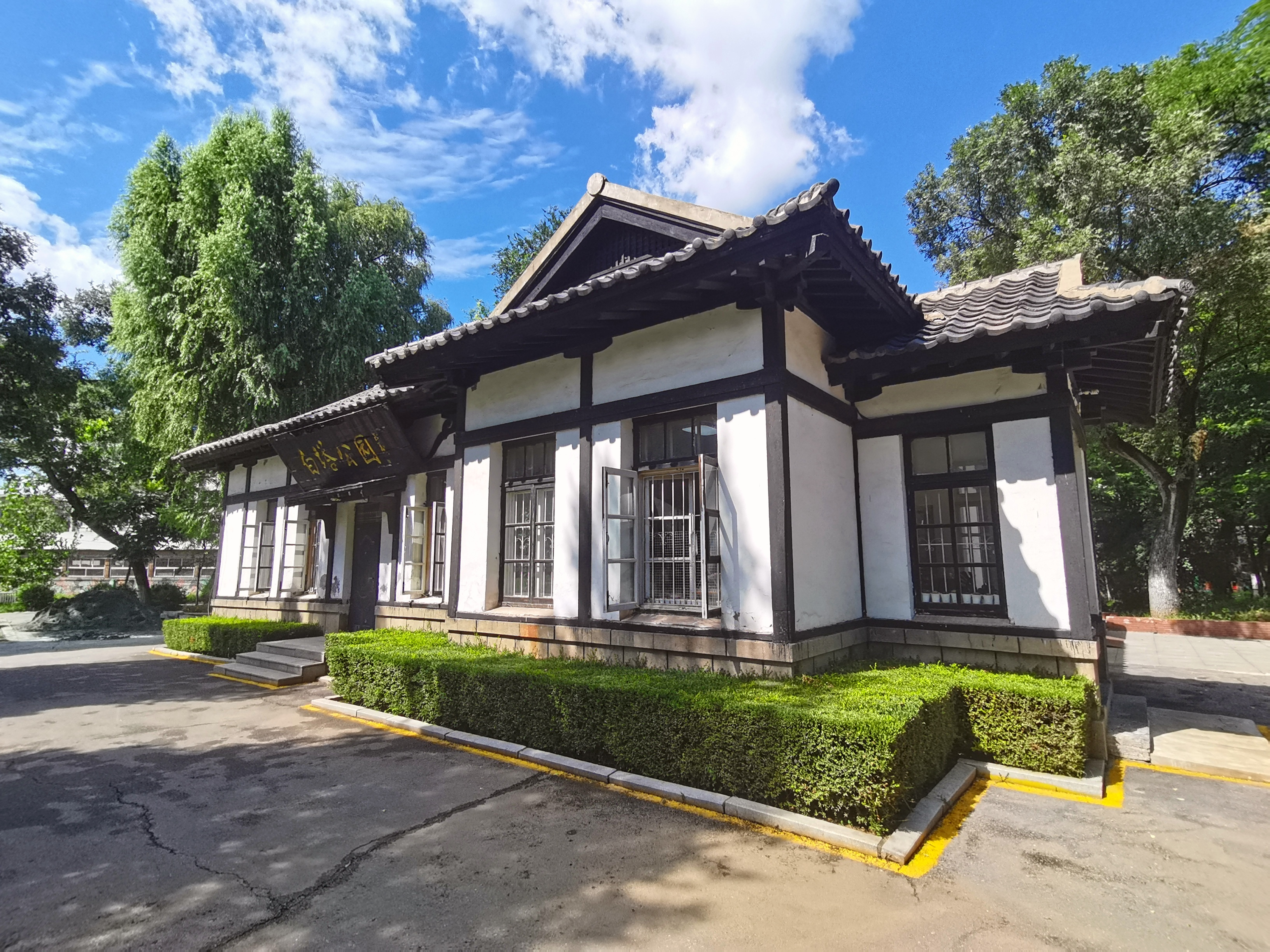
辽阳神社附属房，日俄战争后，日本取得了俄国在辽阳的权益。日军在白塔公园内为日俄战争中战死的日军官兵建立神社。中华人民共和国成立后，辽阳神社被拆除，现留存一座神社附属房建筑，该附属房为辽阳市级文物保护单位。[5][4]  - 辽阳白塔
  - “向雷锋同志学习”题词纪念碑
  - 圆通禅寺
  - 满铁辽阳图书馆
  - 日本神社附属房